# Kjetil Mørland
Kjetil Mørland (* 3. Oktober 1980 in Grimstad), besser bekannt nur unter seinem Nachnamen als Mørland, ist ein norwegischer Sänger.

## Karriere
Von 2008 bis 2011 sang Kjetil Mørland bei der britischen Pop-Rockband Absent Elk, die mehrere Singles und 2009 ein Album veröffentlicht hat. Seit 2014 versucht er sich an einer Solokarriere.
Zusammen mit Debrah Scarlett gewann er den Melodi Grand Prix 2015 und durfte daher mit dem selbstgeschriebenen Song A Monster Like Me Norwegen beim Eurovision Song Contest 2015 in Wien, Österreich, vertreten. Dort erreichte das Duo den achten Platz. Im Vorfeld des Finales wurde Mørland der Marcel-Bezençon-Preis für die beste Komposition verliehen.
Im Mai 2016 erschien sein erstes Solo-Album Make a Sail.
Mørland schrieb das Lied Who We Are, das von Rebecca Thorsen beim Melodi Grand Prix 2018 vorgetragen wurde, wo es den zweiten Platz erreichte und sich somit nicht zur Teilnahme am Eurovision Song Contest 2018 qualifizierte. Am 2. März 2019 nahm er als Solokünstler mit En Livredd Mann erneut am Melodi Grand Prix teil, wo er es allerdings nicht unter die besten vier Auftritte schaffte. Neben seinem selbst gesungenen Beitrag war er zudem auch als Autor des Liedes The Bubble, das den zweiten Platz erreichte, am Wettbewerb beteiligt. Mørland war als Songwriter am Lied Attention beteiligt, mit dem Ulrikke Brandstorp den Melodi Grand Prix 2020 gewann und somit Norwegen beim Eurovision Song Contest 2020 vertreten hätte. Dieser wurde jedoch aufgrund der COVID-19-Pandemie abgesagt. Für den Melodi Grand Prix 2022 schrieb er an Sofie Fjellvangs Beitrag Made of Glass mit. Im Jahr darauf war er erneut als Songwriter am Melodi Grand Prix beteiligt. Kate Gulbrandsen trat mit dem von ihm mitgeschriebenen Lied Tårer i paradis beim Melodi Grand Prix 2023 an.